# Victor Bendix
Pour les articles homonymes, voir Bendix.
Victor Emanuel Bendix, né le 17 mai 1851 à Copenhague et mort le 5 janvier 1926 à Frederiksberg, est un chef d'orchestre, pianiste et compositeur danois. Il fut l’élève de Niels Wilhelm Gade.

## Biographie
Victor Bendix était l’ami de Carl Nielsen, qui lui a dédié sa suite symphonique pour piano (1894). Avec le hautboïste Olivo Krause, il fut le premier, le 16 mars 1891, à interpréter les Fantaisies pour hautbois et piano de Nielsen.

## Discographie
- Symphonies Nos.1-4 : Omsk Philharmonic Orchestra ; Evegenyi Shestakov (direction d'orchestre) - CD DACOCD 436 & 437 (2011)
- Concerto pour piano en Sol mineur ( +Concerto pour piano de Rudolph Simonsen) - CD DANACORD (Concertos danois pour piano, Volume 4 - 2006)
- Symphonies Nos.1 & 3: Malmö Symphony Orchestra; Joachim Gustafsson (direction) - CD Dacapo

## Œuvres
- Trio pour piano en La majeur, op.12 (1877)
- Symphonie No.1 en Ut majeur, op.16 (1882)
- Concerto pour piano & orchestre en Sol mineur, op.17 (1884)
- Symphonie No.2 en Ré majeur, op.20 (1888)
- Symphonie No.3 en La mineur, op.25 (1895)
- Sonate pour piano en Sol mineur, op.26 (publiée en 1901)
- Suite de danse en La, op.29 (1903)
- Symphonie No.4 en Ré mineur, op.30 (1904-05)
- Intermezzo pour piano (publiée en 1916)